# Comté de Hansford
Pour l’article homonyme, voir Hansford.
Le comté de Hansford, en anglais : Hansford County, est un comté situé dans l'extrême nord de l'État du Texas aux États-Unis. Le siège du comté est Spearman. Selon le  recensement de 2020, sa population est de 5 285 habitants. 

## Géographie
Le comté a une superficie de 2 384 km2, dont 2 382 km2 en surfaces terrestres.
|                                  | comté de Texas                        |                   |
| comté de Sherman, comté de Moore | comté de Hansford                     | comté d'Ochiltree |
|                                  | comté de Roberts, Comté de Hutchinson |                   |

## Démographie
| Groupe                           | Comté de Hansford | Texas | États-Unis |
| -------------------------------- | ----------------- | ----- | ---------- |
| Blancs                           | 79,88             | 70,4  | 72,4       |
| Autres                           | 17,47             | 10,5  | 6,2        |
| Afro-Américains                  | 0,04              | 11,9  | 12,6       |
| Métis                            | 1,64              | 2,7   | 2,9        |
| Asiatiques                       | 0,22              | 3,8   | 4,8        |
| Amérindiens                      | 0,75              | 0,7   | 0,9        |
| Océaniens                        | 0                 | 0,1   | 0,2        |
| Total                            | 100               | 100   | 100        |
|                                  |                   |       |            |
| Hispaniques et Latino-Américains | 31,48             | 37,9  | 16,7       |

Selon l'American Community Survey, pour la période 2011-2015, 61,89 % de la population âgée de plus de 5 ans déclare parler l'anglais à la maison, alors 97,71 % déclare parler l'espagnol et 0,41 % une autre langue.

## Principales villes
- Gruver
- Morse
- Spearman